# Tacuarembó Fútbol Club
Il Tacuarembó Fútbol Club è una società calcistica di Tacuarembó, in Uruguay.

## Organico
Aggiornato al 1º maggio 2014
| N. |                    | Ruolo | Calciatore          |
| -- | ------------------ | ----- | ------------------- |
|    | Uruguay (bandiera) | P     | Jonathan Deniz      |
|    | Uruguay (bandiera) | P     | Rodrigo dos Santos  |
|    | Uruguay (bandiera) | D     | Oscar Padula Castro |
|    | Uruguay (bandiera) | D     | Álvaro Duarte       |
|    | Uruguay (bandiera) | D     | Sebastián Dutra     |
|    | Uruguay (bandiera) | D     | Marcos González     |
|    | Uruguay (bandiera) | D     | Enzo Pérez          |
|    | Uruguay (bandiera) | D     | Néstor Vilar        |
|    | Uruguay (bandiera) | C     | Sebastián Assis     |
|    | Uruguay (bandiera) | C     | Matías Barboza      |
|    | Uruguay (bandiera) | C     | Emilio Ferreira     |

| N. |                      | Ruolo | Calciatore             |
| -- | -------------------- | ----- | ---------------------- |
|    | Uruguay (bandiera)   | C     | Gonzalo Píriz          |
|    | Uruguay (bandiera)   | C     | Iván Silva             |
|    | Uruguay (bandiera)   | C     | Franco Sosa            |
|    | Uruguay (bandiera)   | C     | Joaquín Vergés         |
|    | Uruguay (bandiera)   | A     | Gastón Colmán          |
|    | Uruguay (bandiera)   | A     | Jonathan de los Santos |
|    | Uruguay (bandiera)   | A     | Aldo Díaz              |
|    | Uruguay (bandiera)   | A     | Nicolás Fagúndez       |
|    | Uruguay (bandiera)   | A     | Esteban González       |
|    | Argentina (bandiera) | A     | Nicolás Nicolay        |

## Palmarès

### Competizioni nazionali
- Segunda División Profesional de Uruguay: 1

2013-2014
- Primera División Amateur de Uruguay: 1

2022